# Birger Persson (Finstaätten)
Birger Persson (även Birger Petersson) till Finsta, död 3 april 1327, var svensk storman, riddare, riksråd, Upplands lagsagas första lagman och medförfattare till Upplandslagen samt far till heliga Birgitta. Birger var son till riddaren Per Israelsson. Birger Persson förde viss variation av vapen; enligt gravstenen i Uppsala Domkyrka förde han som vapen två nedfällda vingar, tätt intill varandra utan större mellanrum. Men hans sigill i Medeltidsbrev visar två vingar, vars övre bas är väl åtskild, med stort mellanrum, mellan en sexbladig ros, som hänger i ett girlandliknande föremål.

## Biografi
Birger nämnes tidigast 1280, köper Finsta gård av sin kusin Ragnhild Erlandsdotter (Finstaätten) 1283, blev riddare och riksråd mellan 1285 och 1291 och var 1293 lagman i Tiundaland i Uppland. Han påbörjade 1293 som huvudman för en tolvmannanämnd samlandet och kodifierandet av de tre uppländska folklandens (Attundaland, Tiundaland, Fjädrundaland) rättssedvänjor till en gemensam lagbok, Upplandslagen, som den 2 januari 1296 erhöll kunglig stadfästelse och kunde tas i bruk, och i denna lagsaga blev han den första lagmannen.
Samma år bytte han gården Finsta mot  Skällnora gård i Fresta socken  som blir hans nya sätesgård fram till att han åter byter till sig Finsta genom ett byte med Magnus Nilsson (Ivar Nilssons ätt) av Villberga i Villberga socken.
Birger, som var en av kung Birger Magnussons närmaste män, fick 1303, tillsammans med ärkebiskopen och sin kusin Andreas And, i uppdrag att vara skiljedomare mellan kungen och hans bror hertig Erik i en tvist om en del uppländska gårdar, vilket blev början till den följande brödrastriden mellan kung Birger, hertig Erik och hertig Valdemar. Som Upplands lagman och rikets största jordägare hade Birger en ledande roll under dessa strider. Uppgörelsen 1308, som återgav kungen friheten men medförde rikets delande, gjorde Birger till hertigarnas undersåte. Han var snart deras mest betrodde anhängare, och han lånade ut stora summor pengar till hertigarna.
Birger var en av de personer som bevittnade hertigarnas testamente, som upprättades den 18 januari 1318. Efter hertigarnas död år 1318 tog han, jämte Mats Kettilmundsson, ledningen i upproret mot kung Birger som ledde till att hertig Eriks treårige son Magnus valdes till kung följande år. Birger fick den 13 december 1320 gården Algö i Överselö i gåva av hertiginnan Ingeborg.
Den 22 juli 1321 påbörjade herr Birger en pilgrimsfärd, varpå han den 1 oktober samma år befinner sig i påvestaden Avignon. Han var senare i Santiago de Compostela och var åter i Sverige den 4 juni 1322, lagom för att i Skara delta i den grupp rådsherrar som gjorde slut på hertiginnan Ingeborgs makt och i stället tog kung Magnus förmyndarstyrelse i egna händer.
Birger skrev den 21 oktober 1326 sitt testamente på sätesgården Finsta i Skederid, varvid han utsåg fyra förmyndare och lärare till sin omyndige son Israel Birgersson, nämligen ärkebiskopen Olof Björnsson, drotsen Knut Jonsson samt två väpnare, Germund Håkansson och Johan Ingemarsson.
Han var på sin tid en av Sveriges största godsägare och säkerligen en av landets rikaste män. Han innehade åtskilliga gårdar i bland annat Uppland, Närke, Småland, Södermanland och Östergötland. Birger Petersson dog 3 april 1327 och begravdes i Uppsala domkyrka.

## Gravstenen i Uppsala domkyrka
I Finstakoret i Nikolaikapellet i norra delen av korets kapellkrans vilar det förnämsta gravmonument vi känner från vår medeltid.
Gravstenen har beställts i den nordfranska, nu belgiska staden Tournai, som var berömd för sina konstnärliga arbeten i traktens svarta marmor. Stenen är nu mycket skadad i ytan men den fragmentariskt bevarade ristningen ger ännu ett begrepp om teckningens elegans och sirlighet, utförd i den höggotiska stilens idealiserade manèr, rofylld och monumental och samtidigt med en utsökt förfining i arkitekturens graciöst genombrutna former. Riddarparet vilar med knäppta händer och öppnade ögon, i from begrundan och i den dräkt som var deras i livstiden. Birger Persson bär en ringbrynja från topp till tå och ärmlös vapenrock – det breda bältet kring höfterna bär svärdet och en sköld med två vingar, hans ättevapen. Mellan de sporrklädda fötterna vilar ett hopkrupet lejon, tapperhetens symbol. Fru Ingeborg bär huvudet täckt av en slöja enligt de gifta kvinnornas sed och vid mantel med nedfälld kapuschong över axlarna. Den fotsida klänningen faller i breda veck och ger gestalten dess harmoniska resning. Vid fru Ingeborgs fötter står en liten knähund, trohetens symbol.
Både lagmannen och hans hustru räknade med en salig död, och denna förväntan uttrycktes symboliskt i den scen, som upprepas över deras huvuden i baldakinens tornliknande krön: deras själar återgivna som små nakna barn burna i täckelse i fader Abrahams sköte, medan heliga svänger rökelsekar i ömse sidor som lovsång och tacksägelse till den Högste och därmed anger framställningens paradisiska karaktär.
Gravstenen är sannolikt beställd av lagman Birger efter hans frus död år 1314, och i de smala sidopartiena av baldakinen har han låtit framställa parets sju barn, alla med utsatta namn, pojkarna vid pappans sida, Petrus, Benedictus och Israel, och flickorna vid mammans sida, Birgitta, Katerina, Margareta och Ingrid. Alla barnen är återgivna i from bedjande ställning, i en ideal tonårsålder, och det är tydligt, att det inte är fråga om porträtt, lika lite som i fråga om föräldrarnas gotiskt idealiserade anletsdrag. Gravstenen ger däremot en genealogisk redovisning av Birger Persson och Ingeborg och deras barn. Birgers vapensköld och de ristade texterna är lika viktiga om inte viktigare än den poetiskt sköna bildframställningen.
Runt gravstenens ytterkant löper följande text i gotisk majuskelskrift:
HIC . IACET . NOBILIS . MILES. DOMINVS . BIRGERVS . PETRI . FILIVS . LEGIFER . VPLANDIARVM . ORATE. PRO . NOBIS . ET . EIVS . VXOR . DOMINA . INGIBVRGIS . CVM . FILIIS . EORVM . QVORUM . ANIME . REQVIESCANT . IN . PACE
Här vilar välbördig riddare herr Birger Persson, lagman i Uppland – bedjen för oss – och hans hustru Ingeborg med deras barn, vilkas själar vila i frid.
När gravstenen kom till, var endast tre av barnen i livet: Israel, Birgitta och Katarina.

## Familj
Birger var gift första gången med Kristina Johansdotter (Elofssönernas ätt), död 1293, och andra gången med Ingeborg Bengtsdotter av Bjälboättens lagmansgren. Ingeborg var dotter till lagman Bengt Magnusson och Sigrid den fagra. Hon avled år 1314.

### Barn med Ingeborg Bengtsdotter
1. Per Birgersson. Död ung.
2. Bengt Birgersson. Död ung.
3. Israel Birgersson (omkring 1314–1351), gift med Bengta Karlsdotter (Färla). Deras dotter Helena Israelsdotter var gift med Sveriges kung Karl Knutssons morfar, men hon var inte hans mormor, som många felaktigt har trott.
4. Ingrid Birgersdotter. Död ung.
5. Margareta Birgersdotter. Död ung.
6. Katarina Birgersdotter (ca 1306–1364), gift med Magnus Gudmarsson (Ulvåsaätten)
7. Birgitta Birgersdotter (1303–1373) kallad heliga Birgitta, gift med Ulf Gudmarsson (Ulvåsaätten).